# Martina Grimaldi
Martina Grimaldi (ur. 28 września 1988 w Bolonii) – włoska pływaczka długodystansowa, zawodniczka GS Fiamme Oro.
Jej największym sukcesem jest złoto mistrzostw świata w Barcelonie z 2013, roku wywalczone na otwartym akwenie na dystanie 25 km. Startowała w igrzyskach olimpijskich w Pekinie w 2008 roku, zajmując 10. miejsce w pływaniu na dystansie 10 km. Startowała również w 2012 roku w Londynie, gdzie wywalczyła brązowy medal także na dystansie 10 km.